# 미셸 마요르
미셸 귀스타브 에두아르 마요르(프랑스어: Michel Gustave Édouard Mayor, 프랑스어 발음: [miʃɛl majɔʁ], 1942년 1월 12일 ~ )는 스위스의 천문학자이며 제네바 대학교 천문학과 교수이다. 2019년에 태양과 비슷한 별을 공전하는 외계 행성을 발견한 공로로 디디에 쿠엘로와 함께 노벨 물리학상을 수상했다.

## 수상 경력
- 쇼상(2005년)
- 왕립 천문학회 황금 메달(2015년)
- 울프 물리학상(2017년)
- 노벨 물리학상(2019년)